# Internationale Luchthaven Noersoeltan Nazarbajev
De internationale Luchthaven Noersoeltan Nazarbajev (Nursultan Nazarbayev International Airport) ligt op ongeveer 15 kilometer ten zuiden van Astana, de hoofdstad van Kazachstan. De luchthaven is de tweede grootste in Kazachstan, na die van de vroegere hoofdstad Almaty, en is vernoemd naar de eerste president van het land, Noersoeltan Nazarbajev. Het is een hub van de nationale luchtvaartmaatschappij Air Astana en van Scat Air.

## Geschiedenis
Haar geschiedenis gaat terug tot 1931, toen een klein vliegveld werd geopend op ongeveer 3 km van Akmolinsk, zoals de stad toen heette. Op 1 december van dat jaar begonnen regelmatige vluchten naar Semey. In 1963, toen de stad Tselinograd heette, werd het vliegveld verplaatst naar de huidige locatie, met een nieuwe terminal die in 1966 in gebruik werd genomen. De oude luchthaven werd verder gebruikt door de paramilitaire sportclub van DOSAAF.
Nadat het toenmalige Astana in 1997 de hoofdstad van het land werd, is de luchthaven verder gemoderniseerd. De landingsbaan werd verlengd en er werd moderne navigatieapparatuur en verlichting geïnstalleerd. In februari 2005 werd een nieuw terminalgebouw in gebruik genomen, ontworpen door de Japanse architect Kisho Kurokawa. De luchthaven heeft 1 startbaan en kan elk type vliegtuig ontvangen zonder beperkingen.
Op 20 juni 2017 werd de naam van de luchthaven gewijzigd van Astana International Airport naar Nursultan Nazarbayev International Airport.

## Trafiek
Het is een relatief kleine luchthaven, in 2015 maakten voor het eerst meer dan 3 miljoen passagiers gebruik van de faciliteiten.
| Jaar | Passagiers (*1000) | Vracht (*1000 ton) | Vliegtuig- bewegingen |
| ---- | ------------------ | ------------------ | --------------------- |
| 2006 | 834                | 2,5                | 20.494                |
| 2010 | 1.620              | 6,5                | 25.728                |
| 2011 | 1.984              | 10,1               | 30.656                |
| 2012 | 2.303              | 8,4                | 34.996                |
| 2013 | 2.609              | 8,3                | 40.544                |
| 2014 | 2.960              | 9,6                | 45.100                |
| 2015 | 3.367              | 8,1                | 48.566                |
| 2016 | 3.441              | 9,0                | 49.365                |
| 2017 | 4.294              | 12,4               | 57.030                |
| 2018 | 4.545              | 10,7               | 60.238                |
| 2019 | 5.099              | 11,0               | 63.246                |
| 2020 | 3.060              | 15,5               | 15.540                |
| 2021 | 4.837              | 22,9               | 22.937                |